# Мидазолам
Мидазоламът е лекарство от класа на бензодиазепините със сънотворно, седативно и амнезично действие. Мидазоламът е кристално вещество, на цвят бяло или леко жълтеникаво, неразтворимо във вода. Мидазолам хидрохлоридът е разтворим във вода.

## Описание
Взаимодейства със специфични бензодиазепинови рецептори, разположени в постсинаптичния ГАМКA рецепторен комплекс. Повишава чувствителността на рецепторите за ГАМК към ГАМК. Честотата на отваряне на йонните канали за постъпващите хлоридни йони се увеличава, предизвиква се хиперполяризация на невроните и се потиска тяхната активност. Предотвратява се обратното поемане на гама-аминомаслената киселина, което насърчава натрупването ѝ в синаптичната цепка. Счита се, че прекомерното натрупване на ГАМК е причината за предизвикване на обща анестезия.
Абсорбира се бързо, в кръвта се свързва на 95 – 98% с протеини, главно с албумин. Обемът на разпределение в организма е 1 – 3,1 l/kg. Преминава през плацентарната бариера, кръвно-мозъчната бариера и малки количества проникват в кърмата. Бавно и в малки количества прониква в гръбначно-мозъчната течност. Преминава процес на биотрансформация в черния дроб. Основните метаболити – 1-хидроксимидазолам (алфа-хидроксимидазолам; ок. 60%) и 4-хидроксимидазолам (5% или по-малко) – имат по-ниска фармакологична активност от първоначалното съединение.
Характерно за лекарството е бързото отключване на ефектите и кратката продължителност на действие. Намира приложение в стоматологията, сърдечната хирургия, ендоскопията и други. Приема се перорално, интраназално, ректално, вътремускулно и интравенозно.